# Dólar liberiano
El dólar liberiano (en inglés Liberian dollar) es la unidad monetaria de la República de Liberia. El código ISO 4217 es LRD y se abrevia  o L para diferenciarlo del dólar estadounidense y de los otros tipos de dólares. Se subdivide en 100 cents o centavos.

## Historia
El primer dólar liberiano se introdujo en 1847. Poseía paridad con el dólar estadounidense y circuló con la divisa norteamericana a la par hasta el año 1907, cuando Liberia adoptó la libra del África Occidental, que tenía paridad cambiaria con la libra esterlina. En 1935 esta unidad monetaria fue sustituida por el dólar de los Estados Unidos, hasta que en 1960 se volvió a adoptar el dólar liberiano, del cual inicialmente solo se emitieron monedas.

### Primer dólar
En 1847, se emitieron monedas de cobre de 1 y 2 centavos, y fueron las únicas monedas liberianas en circulación hasta 1896, cuando se emitieron monedas de 1, 2, 10, 25 y 50 centavos. Este cono monetario se emitió por última vez hasta 1906 y fue demonetizado un año después.
Entre 1857 y 1880 el Departamento del Tesoro imprimió billetes en denominaciones de 10 y 50 centavos, 1, 2, 3, 5 y 10 dólares.

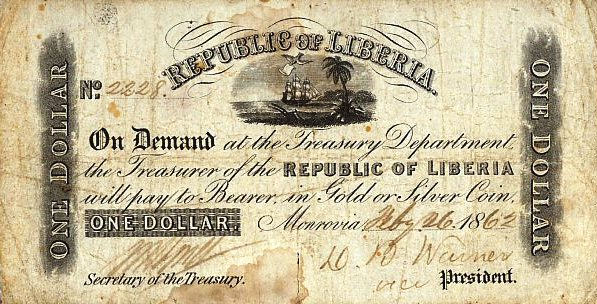
Billete de 1 dólar, 1862.

### Segundo dólar
La moneda estadounidense reemplazó a la libra del África Occidental hacia el año 1935. A inicios de 1937, Liberia comenzó a emitir sus propias monedas que circularon junto al dólar estadounidense al mismo tiempo.
Tras el colapso económico seguido por el golpe de Estado ocurrido el 12 de abril de 1980, tuvo lugar una fuga de billetes estadounidenses, que eran los únicos que circulaban en Liberia, que carecía de papel moneda propio. Este fenómeno creó una escasez de dinero físico que se vio agudizada tras la determinación del gobierno de poner en circulación monedas de 5 dólares, el 12 de abril de 1982. Dichas piezas heptagonales de 5 dólares, poseían prácticamente el mismo tamaño y peso que las monedas de 1 dólar. Estas similitudes entre las monedas de 1 y 5 dólares trajo como consecuencia el abuso entre los comerciantes.
Las monedas fueron reemplazadas en gran medida hacia 1989, cuando se introdujeron billetes de 5 dólares con el busto de Joseph Jenkins Roberts. El diseño fue modificado durante la guerra civil de 1990-1997 para diferenciarlos de los billetes saqueados del Banco Central de Liberia por los rebeldes. Esto generó efectivamente dos zonas monetarias: los nuevos billetes con el Escudo nacional en su frente, eran de curso legal en las áreas controladas por el gobierno (principalmente Monrovia y zonas aledañas), mientras que los antiguos billetes con el busto de J. J. Roberts eran de curso legal en los territorios a manos de los rebeldes, casi el 90 por ciento del país. Cada diseño de billete era por supuesto, ilegal en el otro territorio.
Tras la elección de Charles Taylor como presidente en 1997, una nueva serie de billetes fechados en el año 1999 se introdujo en circulación efectiva el 29 de marzo de 2000.

## Monedas
En 1937 se emitieron monedas de ½, 1 y 2 centavos. Hacia 1960 se introdujo una nueva familia de monedas de 1, 5, 10, 25 y 50 centavos. Un año después se emitieron piezas de 1 dólar. Las monedas de 1 centavo estaban hchas de bronce, las de 5 centavos se acuñaron en cuproníquel, mientras que los valores desde 10 centavos a 1 dólar fueron acuñados en plata.
En 1966 se abandonó el patrón plata y las monedas acuñadas anteriormente en plata comenzaron a acuñarse en cuproníquel, conservando el mismo diseño. El diseño de las monedas de 1 y 5 centavos consistía en un elefante y el nombre del país en su reverso, y en el anverso el valor de la moneda, la fecha de acuñación, el lema nacional del país y el escudo nacional. En las monedas de 10 centavos a 1 dólar el diseño tiene en su reverso el busto de una mujer africana y el nombre del país, en el anverso el valor de las monedas entre laureles.
Entre 1976 y 1987 se acuñaron monedas de 25, 50 centavos y 1 dólar en cuproníquel con un diseño que consistía en el busto del presidente William R. Tolbert, Jr. en el reverso de todas las piezas. El anverso de las piezas de 25 centavos contiene a una mujer cargando un canasto con frutas y verduras, las monedas de 50 centavos retratan el Escudo de Liberia y las de 1 dólar el mapa de Liberia.
Como antes se citó, en 1982 y 1985 se emitieron monedas de 5 dólares, las cuales tuvieron vigencia hasta 1989.
En el año 2000 se emitieron monedas de 25 y 50 centavos con el primer diseño utilizado en 1960, es decir, los anversos con el valor facial entre laureles y en los reversos el busto de una mujer africana y el nombre del país. Las mismas fueron acuñadas en acero revestido en níquel.
Las monedas de 1 centavo fueron retiradas del curso legal y actualmente circulan monedas de 5, 10, 25, 50 centavos y 1 dólar.
Las características principales de las monedas en circulación son las siguientes:

| Imagen | Denominación | Vigente desde | Metal                                             | Forma    | Diámetro | Espesor | Peso                                         | Borde    | Diseño en el anverso | Diseño en el reverso |
| ------ | ------------ | ------------- | ------------------------------------------------- | -------- | -------- | ------- | -------------------------------------------- | -------- | -------------------- | -------------------- |
|        | 5 centavos   | 1960          | Cuproníquel                                       | Circular | 20 mm    | 1,4 mm  | 4,1 g                                        | Liso     | Elefante             | Escudo, facial y año |
|        | 10 centavos  | 1966          | Cuproníquel                                       | Circular | 16,5 mm  | 0,6 mm  | 2,1 g (1966) 1,8 g (1968- presente)          | Estriado | Facial y año         | Mujer alegórica      |
|        | 25 centavos  | 1966          | Cuproníquel (1966-2000) Níquel sobre Acero (2000) | Circular | 23 mm    | 1 mm    | 5,2 g (1966) 4,8 g (1968-2000) 4,46 g (2000) | Estriado | Facial y año         | Mujer alegórica      |
|        | 50 centavos  | 1966          | Cuproníquel (1966-2000) Níquel sobre Acero (2000) | Circular | 29 mm    | 1,5 mm  | 10,4 g (1966) 8,9 g (1968-2000) 9 g(2000)    | Estriado | Facial y año         | Mujer alegórica      |
|        | 1 dólar      | 1966          | Cuproníquel                                       | Circular | 34 mm    | 3 mm    | 20,7 g (1966) 18 g(1968- presente)           | Estriado | Facial y año         | Mujer alegórica      |

## Billetes
Se imprimieron billetes de 5 dólares con el busto de J. J. Roberts. Estos fueron conocidos como los billetes "J. J." en la jerga liberiana. En 1991, se emitieron billetes similares, que reemplazaban el busto del expresidente liberiano por el Escudo de Liberia. Estos fueron conocidos como los billetes "Liberty".
El 29 de marzo de 2000, el Banco Central de Liberia introdujo una nueva familia de billetes "unificada". Los billetes "J. J." fueron reemplazados a la par con los nuevos billetes y los "Liberty" a un ratio de 2 "Liberty" = 1 nuevo billete de 5 dólares. Todos los nuevos billetes tienen el busto de un expresidente. Estos billetes permanecen en curso legal a pesar de que fueron sometidos a un rediseño de menor importancia en 2003, con nuevas fechas, firmas, y el estandarte "CENTRAL BANK OF LIBERIA" en la parte posterior.
En octubre de 2016 fue introducida una nueva familia de billetes, en los cuales se modificaban sus dimensiones respecto de los anteriores, pero conservando los mismos retratos en sus lados. También en esta nueva serie, se introdujo la denominación en papel moneda de 500 dólares.
Los billetes en circulación son los siguientes:
| Serie de 1999 | Serie de 1999 | Serie de 1999 | Serie de 1999                      | Serie de 1999                                                                              | Serie de 1999     | Serie de 1999 | Serie de 1999       | Serie de 1999 |
| Imágenes      | Imágenes      | Valor         | Color de fondo                     | Descripción                                                                                | Descripción       | Descripción   | Fecha de            | Fecha de      |
| Imagen        | Anverso       | Valor         | Color de fondo                     | Reverso                                                                                    | Marca de Agua     | Primera serie | Emisión             |               |
| ------------- | ------------- | ------------- | ---------------------------------- | ------------------------------------------------------------------------------------------ | ----------------- | ------------- | ------------------- | ------------- |
|               | $5            | Rojo          | Presidente Edward J. Roye          | Mujer cosechando arroz y el Sello del Banco Central de Liberia                             | Escudo de Liberia | 1999          | 29 de marzo de 2000 |               |
|               | $10           | Azul          | Presidente Joseph J. Roberts       | Extracción de caucho y el Sello del Banco Central de Liberia                               | Escudo de Liberia | 1999          | 29 de marzo de 2000 |               |
|               | $20           | Granate       | Presidente William V. S. Tubman    | Jóvenes en la ruta montando scooters y el Sello del Banco Central de Liberia               | Escudo de Liberia | 1999          | 29 de marzo de 2000 |               |
|               | $50           | Rosa/Púrpura  | Presidente Samuel K. Doe           | Campesino en una plantación de palmeras y el Sello del Banco Central de Liberia            | Escudo de Liberia | 1999          | 29 de marzo de 2000 |               |
|               | $100          | Verde         | Presidente William R. Tolbert, Jr. | Mujer buhonera con su hija en una Plaza de mercado y el Sello del Banco Central de Liberia | Escudo de Liberia | 1999          | 29 de marzo de 2000 |               |